# James Broh
James Broh (* 9. November 1867 in Perleberg; † 1942 in Paris) war ein deutscher Jurist, Publizist und linker Politiker.
Broh stammte aus einer jüdischen Familie und studierte Rechtswissenschaften in Berlin. Nach dem Staatsexamen promovierte er zum Dr. jur. und begann mit der üblichen Ausbildung im preußischen Justizdienst. Bereits zu dieser Zeit war er Anhänger der Sozialdemokratie. Den Schritt in den Justizdienst unternahm er auf Anraten von August Bebel und Wilhelm Liebknecht, die hofften, dass Broh später als Rechtsanwalt Sozialdemokraten verteidigen würde. Broh ließ sich als Anwalt in Berlin nieder und trat der SPD bei. Er schrieb für verschiedene sozialistische Zeitschriften und war Mitbegründer der Jugendorganisation „Die arbeitende Jugend“. In dieser Zeit gehört er dem revisionistischen Flügel der Partei an.
Während des Ersten Weltkrieges zog sich Broh zunächst von der Politik zurück. Er schrieb Gedichte gegen den Krieg und das Schauspiel „Bettina“. Als Kriegsgegner trat er der USPD bei.
In der Novemberrevolution wurde er Generalsekretär des Vollzugsrates der Arbeiter- und Soldatenräte bis zum ersten Reichsrätekongress. Nach dem Austritt der USPD aus dem Rat der Volksbeauftragten am 27. Dezember 1918 trat Broh als Redner der Partei auf.
Im Jahr 1919 wurde er zum Stadtverordneten von Charlottenburg gewählt. Bereits kurze Zeit später trat er wieder zurück, um sich um die politische Bildung in der USPD zu kümmern.
Beruflich wurde er u. a. zum Anwalt Karl Liebknechts. Ab 1919 gehörte Broh zur Oppositionsgruppe in der KPD. Nach der Spaltung der Partei an der Frage Rätedemokratie oder Nationalversammlung schloss sich Broh 1920 der KAPD an. In der neuen Partei vertrat er gemeinsam mit Franz Pfemfert auf dem Parteitag in Gotha die Minderheit, die den Beitritt zur Moskauer Komintern ablehnte. Zusammen mit Otto Rühle, Franz Pfemfert und Oskar Kanehl wurde er 1921 zum Mitbegründer der Allgemeinen Arbeiter-Union – Einheitsorganisation (AAU-E). Publizistisch betätigte er sich in Franz Pfemferts Zeitschrift „Die Aktion“. Als Justizrat engagierte er sich in mehreren wichtigen Prozessen als Verteidiger von Revolutionären, z. B. 1921 von Max Hölz, im Mai 1924 von Oskar Kanehl oder beim „Weißenseer Kommunistenprozess“ für Arthur Michaelis (1888–1942), Fritz Falk, Ernst General, Karl Ziegler und Paul Dolling. Aus Brohs Verteidigungsrede für Max Hölz stammt die Formulierung „Die Todesstunde der Partei-Revolution ist die Geburtsstunde der Massen-Revolution.“
Im Jahr 1930 trat er der KPD bei.
Nach dem Reichstagsbrand verließ Broh Deutschland, kehrte aber wieder zurück, um die Verteidigung eines Mandanten zu übernehmen. Er wurde verhaftet und zunächst in einem „privaten Lager“ gequält, danach offiziell in „Schutzhaft“ genommen und in der Festung Spandau inhaftiert. Durch den Einsatz seiner Frau wurde Broh vier Wochen später entlassen und emigrierte in die Tschechoslowakei. Später lebte er als freier Schriftsteller in Paris. Am 27. Oktober 1937 wurde ihm die deutsche Staatsbürgerschaft aberkannt.
In Paris schrieb er unter dem Pseudonym Junius unter anderem für die Zeitschrift Neue-Tage-Buch (Nachfolger für Das Tage-Buch) oder das Organ des Internationalen Sozialistischen Kampfbundes Sozialistische Warte.